# Vargem Grande do Rio Pardo (kommun)
Vargem Grande do Rio Pardo är en kommun i Brasilien.   Den ligger i delstaten Minas Gerais, i den östra delen av landet, 600 km öster om huvudstaden Brasília. Antalet invånare är 4 733.
Följande samhällen finns i Vargem Grande do Rio Pardo:
- Vargem Grande do Rio Pardo

Omgivningarna runt Vargem Grande do Rio Pardo är huvudsakligen savann. Runt Vargem Grande do Rio Pardo är det glesbefolkat, med 10 invånare per kvadratkilometer.